# Дванадцятирічне перемир'я

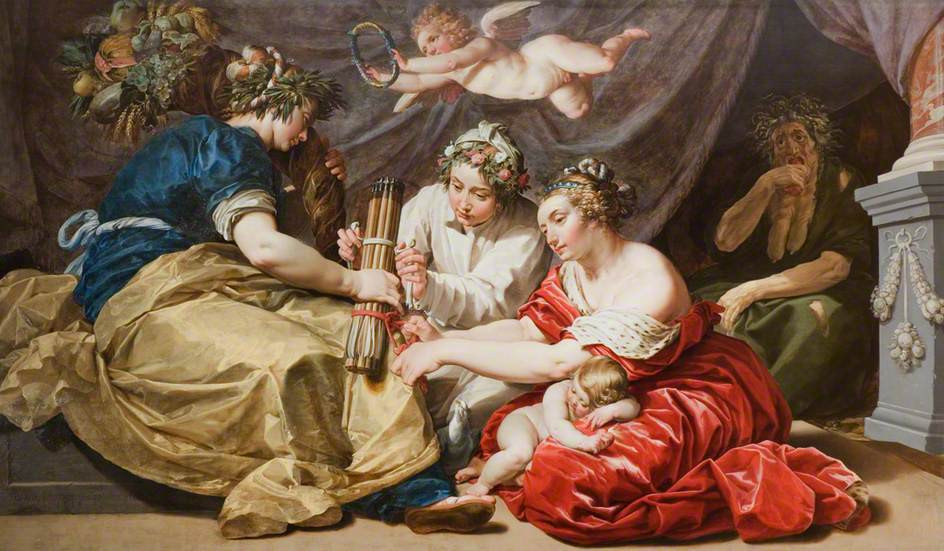
Алегорія миру та достатку, намальована Авраамом Янссенсом, щоб прославити повернення процвітання під час Дванадцятирічного перемир'я.

Дванадцятирічне перемир'я — термін, що описує період припинення бойових дій між Іспанією та Південними Нідерландами з одного боку та Республікою Семи об'єднаних провінцій Нідерландів з іншого, у відповідності до домовленостей, досягнутих у Антверпені 9 квітня 1609 року. Це був переломний момент у Вісімдесятирічній війні, оскільки вперше Об'єднані провінції Нідерландів отримали офіційне визнання від іншої держави. З точки зору Іспанії перемир'я сприймалось як принизлива поразка, оскільки вони були змушені піти на значні поступки, майже нічого не отримавши натомість. Проте, перемир'я дозволило королю Філіпу III відмежуватися від конфлікту в Нижніх країнах та присвятити свої сили внутрішнім проблемам іспанської монархії. Ерцгерцоги Альбрехт VII та Ізабелла використали роки перемир'я для зміцнення правління Габсбургів та здійснення Контрреформації на територіях, що перебували під їх суверенітетом.

## Передумови

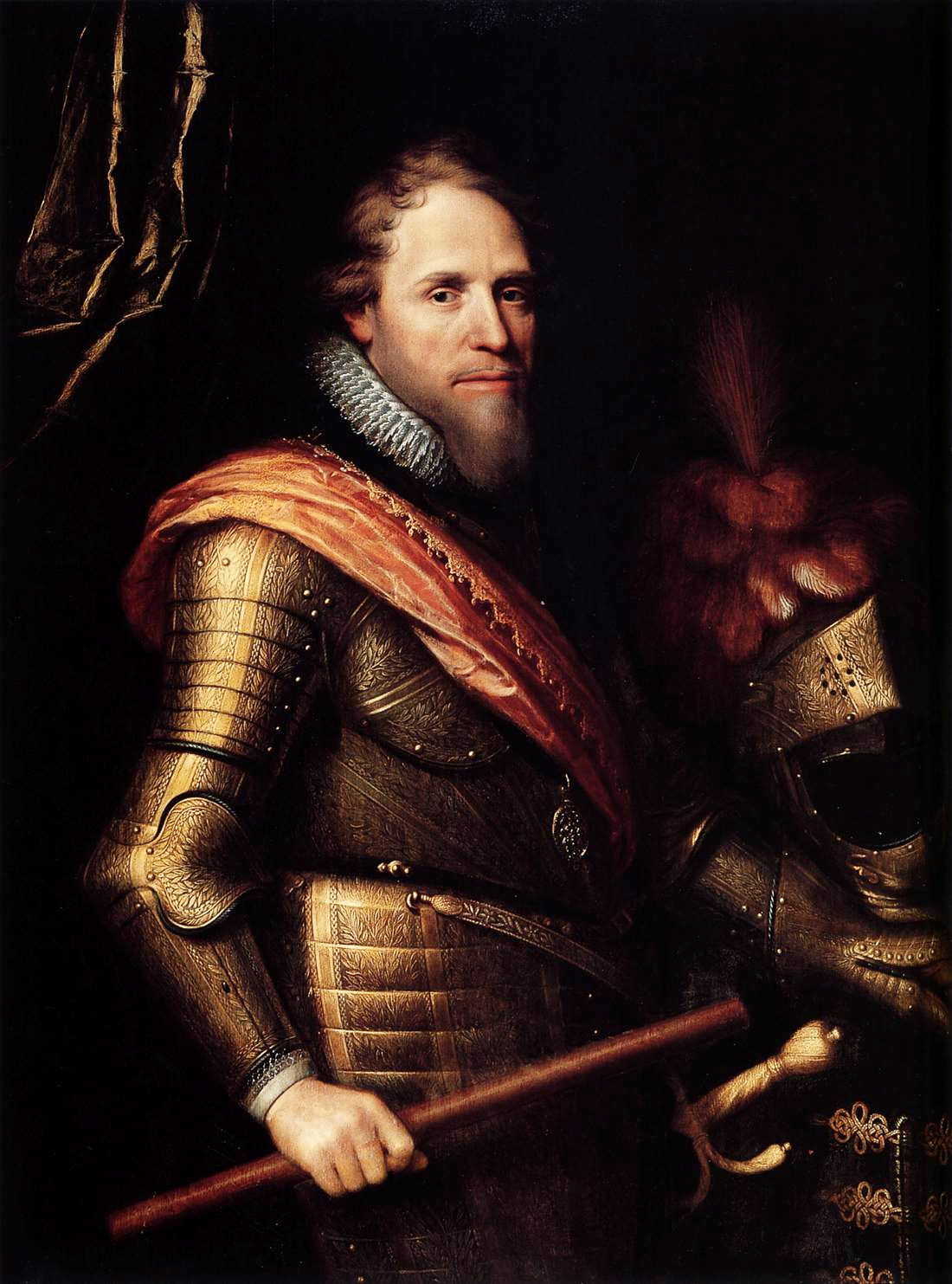
Портрет Штатгальтера Моріца Оранського авторства Міхіля ван Міревельта.

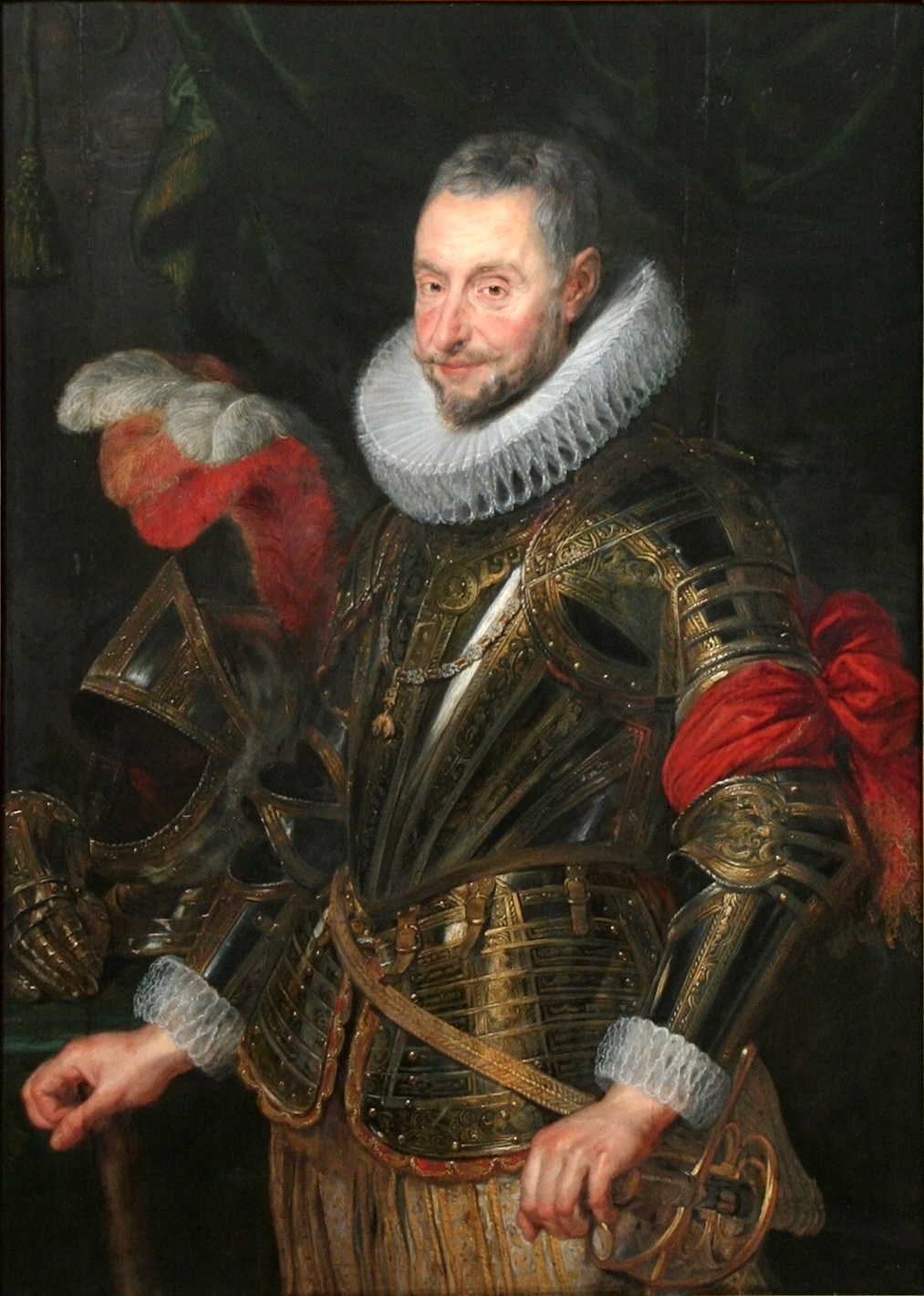
Портрет Амброджи Спіноли, маркіза Лос Бальбасесу авторства Пітера Пауля Рубенса.

Війна в Нижніх країнах зайшла в глухий кут у 1590-х роках. Після падіння Антверпена в 1585 р. Король Іспанії Філіп II наказав Алессандро Фарнезе спрямувати свої війська спочатку на невдалу кампанію Іспанської Армади, а потім проти Франції, щоб запобігти спадкоємству Генріха IV який був протестантом. У наступні роки Армія Фландрії була вимушена тільки оборонятись. У 1596 році, не маючи змоги фінансувати війну на три фронти, Філіпп II був змушений оголосити про призупинення виплат. Скрутне становище Іспанії спритно використав штатгальтер Моріц. У серії походів армія Республіки захопила Бреду в 1590 році, наступного року взяла Девентер, Хюльст і Неймеген і в 1594 році захопила Гронінген. На цьому етапі Армія Фландрії втратила майже всі свої стратегічні позиції на північ від Великих річок.
У 1598 р. після приходу до влади в Іспанії Філіпа III та ерцгерцогів Альбрехт VII та Ізабелли в Габсбурзьких Нідерландах, Армія Фландрії намагалася перейти в наступ на Нідерландську республіку. Незважаючи на тактичну поразку в битві при Ніувпорті 2 липня 1600 року, вона все-таки досягла успіху у виконанні стратегічної мети — відбитті голландського вторгнення до Фландрії. Тривала облога Остенду (1601—1604) яскраво продемонструвала співвідношення сил. Обидві сторони влили величезні ресурси в облогу або захист міста, яке було повністю зруйноване під час боїв. Амброзіо Спінола, який став наступником ерцгерцога Альбрехт VII на посаді командувача на місцях, врешті захопив місто 22 вересня 1604 р., Але лише ціною прийняття втрати Сльойсу.
Тим часом габсбурзькій дипломатії вдалося припинити одразу дві війни в яких вона брала участь. У 1598 р. Генріх IV та Філіп II закінчили Франко-іспанську війну підписанням Вервенського миру. Через шість років Яків I та Філіп III спільно з ерцгерцогами Альбрехтом та Ізабеллою уклали Лондонський договір який завершив Англо-іспанську війну (1585—1604). Ці договори дозволили Габсбургам сконцентрувати свої ресурси на війні проти голландців. Наступного року Спінола перехопив ініціативу, вперше з 1594 року почавши бойові дії на північ від Великих річок. Неочікувано для Голландської республіки ворог опинився в самому її серці. До 1606 року іспанська армія захопила Олдензал, Лохем, Лінген, Райнберг і Грунло незважаючи на зусилля Моріца Оранського. Однак це просування не завадило союзникам Республіки продовжувати свою матеріальну підтримку. Більше того, успіхи Габсбургів у Нідерландах мали високу ціну. Іспанці не завдали вирішального удару, на який сподівались. Крім того, в 1605 році Голландська Ост-Індійська компанія зробила серйозний прорив у торгівлі прянощами, створивши бази на Молуккських островах на противагу португальцям. Ці досягнення сигналізували про серйозну загрозу подальшого поширення конфлікту в Іспанській заморській імперії. 9 листопада 1607 р. Філіп III оголосив про призупинення виплат. Співвідношення сил не було на користь жодної із сторін тож після десятиліть війни обидві сторони були нарешті готові розпочати переговори.

## Перемовини

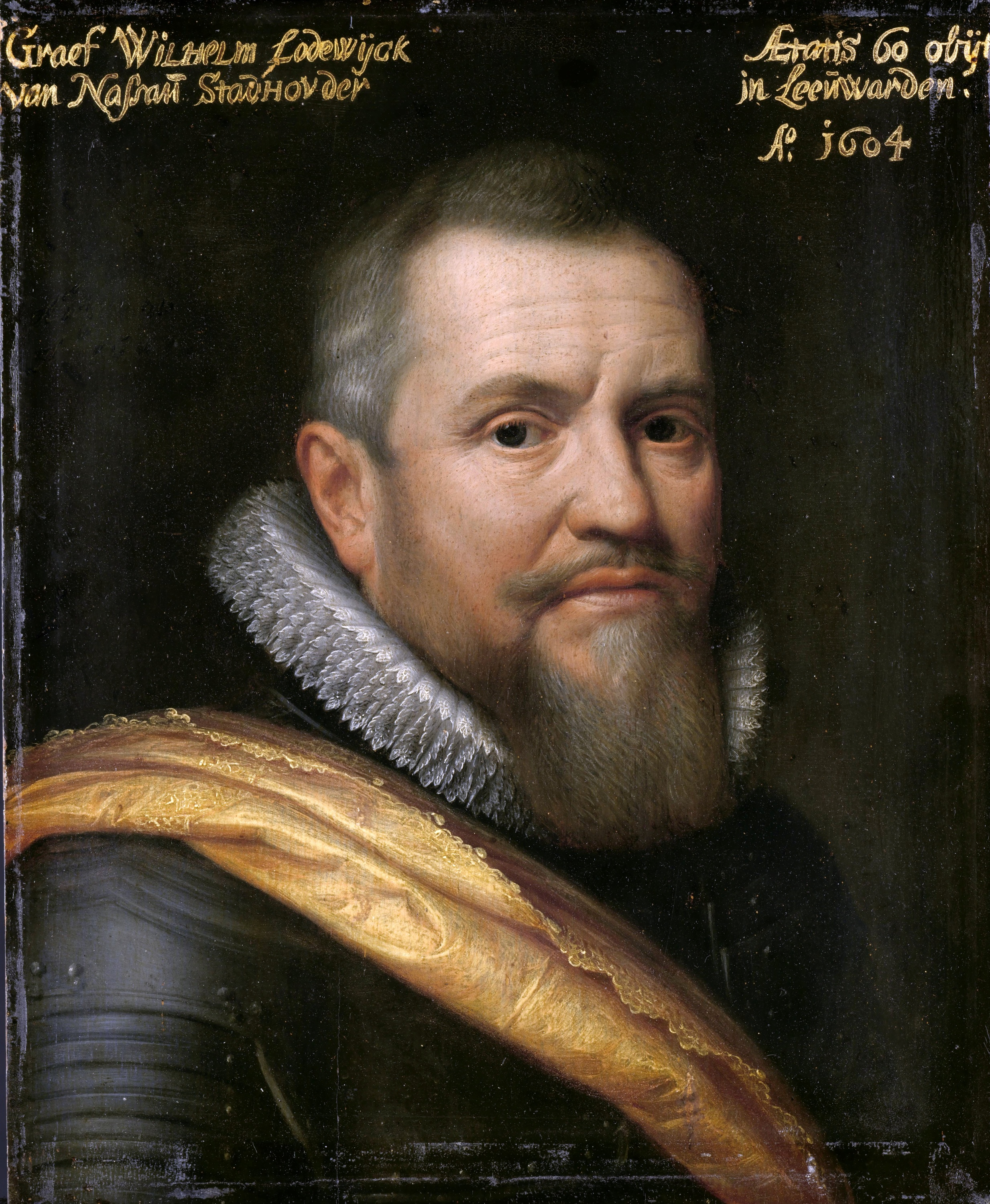
Портрет Фризького Штатгальтера графа Віллема Луїса Нассауського авторства Міхіля ван Міревельта.

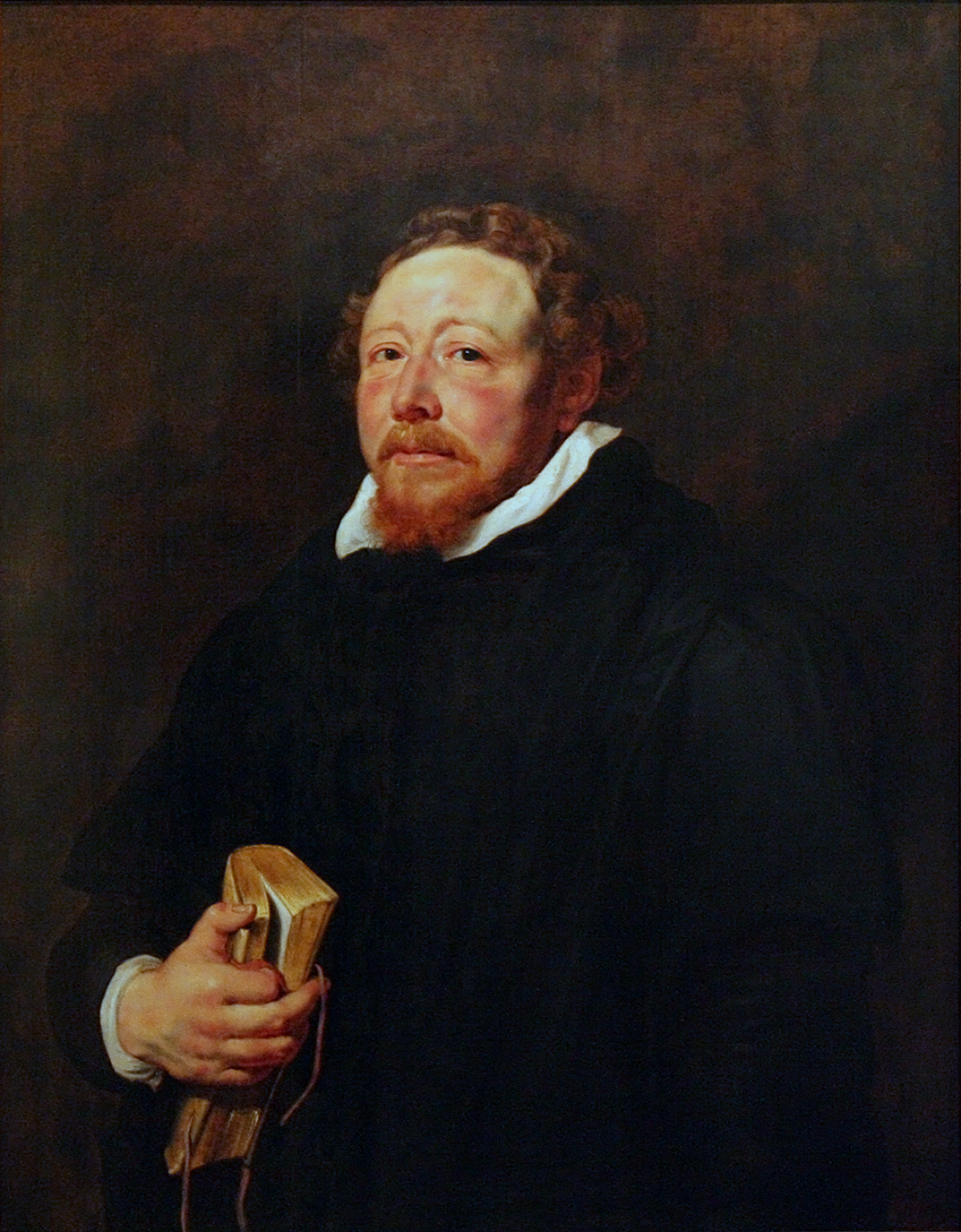
Портрет Отця Яна Нейена авторства Пітера Пауля Рубенса.

Сторони почали таємне листування під час ранніх стадій кампанії 1606 року. Контакти активізувались, коли Альбрехт доручив отцю Яну Неєну в березні 1607 р. дізнатись про попередні вимоги, виконання яких дозволило б почати офіційні переговори. Вихований в протестантській вірі, Неєн перейшов у католицизм і приєднався до Францисканського ордену. Не дивлячись на це, він мав давні зв'язки зі Штатгальтером Моріцом, що зробило його цінним посередником. Під виглядом відвідин своєї матері в Об'єднаних провінціях Неєн подорожував між Брюсселем та Гаагою. Генеральні штати Республіки наполягали на попередньому визнанні їх незалежності, на що погодився Альбрехт, нехай і зі значними застереженнями.
12 квітня 1607 року Об'єднані провінції та Габсбурзькі Нідерланди домовились про припинення вогню, яке набуло чинності 4 травня і діяло протягом восьми місяців. Згодом режим припинення вогню було поширено і на дії на морі. Вже на тому етапі було важко отримати згоду Філіпа III. Король був вражений готовністю Альбрехта поступитися у вимозі визнання незалежності. Лише відчайдушне економічне становище Іспанії змусило його ратифікувати угоду. Пізніше, припинення вогню буде продовжено кілька разів, щоб забезпечити продовження переговорів, які в підсумку призведуть до підписання Дванадцятирічного перемир'я.
Мирна конференція почалась у Гаазі 7 лютого 1608 року. Переговори відбувались у Бінненгофі, у приміщенні, яке з тих пір відоме як Тревесзаал. Оскільки Штатгальтер Моріц відмовився брати участь у конференції, керівництво делегацією республіки було передано його двоюрідному братові Віллему Луїсу Нассауському, Штатгальтеру Фрісландії, Гронінгену та Дренте. Головним перемовником з голландської сторони був впливовий Земельний адвокат Голландії Йоган ван Олденбарневелт. Делегацію Габсбурзьких Нідерландів очолював Амброзіо Спінола. Головним перемовником був Жан Рішардо. Їм допомагали Неєн, державний і воєнний секретар Дон Хуан де Мансісідор та Луїс Веррейккен. Король Іспанії не направив своєї делегації, делегати ерцгерцогів мали право вести переговори від його імені.

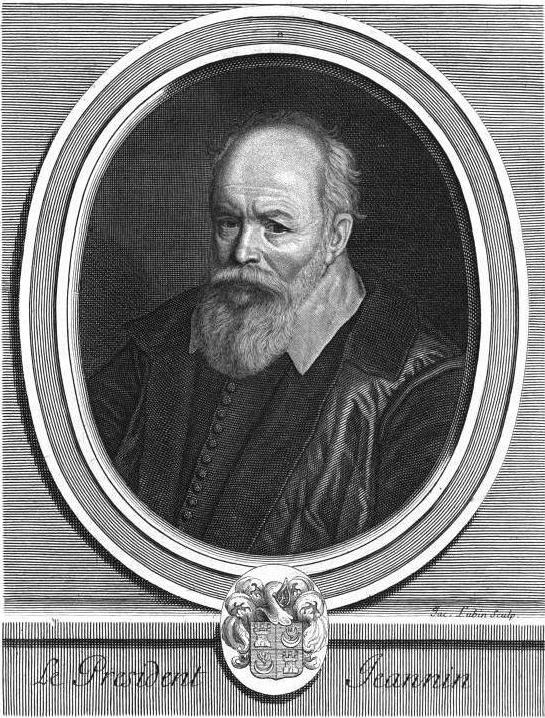
Голова Парламенту Бургундії П'єр Жаннін, посмертна гравюра Жака Любіна.

Інші держави також направили делегації на конференцію. Французьку групу посередників очолив досвідчений переговорник і Президент парламенту Бургундії П'єр Жаннін. Англійську делегацію очолив посол у Гаазі та майбутній державний секретар Ральф Уінвуд. Король Данії Кристіан IV відправив свого майбутнього канцлера Якоба Ульфельда. Інші посередники представляли Пфальц, Бранденбург, Ансбах та Гессен-Кассель. Курфюрст Кельна та герцог Юліху та Клівсу направили спостерігачів. Більшість з цих делегатів залишили конференцію в міру її затягування конференції, і лише французькі та англійські посередники залишились до кінця.
Конференція не змогла домовитись про умови мирного договору, і завершилася 25 серпня. Сторони не змогли досягти компромісу з питань колоніальної торгівлі та релігії. Щоб захистити Іспанську імперію, Габсбурги вимагали, щоб голландці припинили всяке мореходство на південь від екватора. Це була ціна, яку меркантильні Об'єднані провінції відмовились платити. Вимога надихнула Гуго Гроція видати свою знамениту Mare Liberum на захист нідерландської позиції. Об'єднані провінції також відхилили вимогу Габсбургів про надання католикам республіки свободи віросповідання, розцінивши її як втручання у їхні внутрішні справи. Незважаючи на ці невдачі, французьким та англійським посередникам все ж вдалося переконати обидві сторони погодитися на тривале перемир'я. Це допомогло зберегти мир, без згоди щодо всіх спірних тем. Розглянувши як довго- так і короткотривалі варіанти, термін перемир'я було встановлено на дванадцять років.
Офіційні переговори були відновлені 28 березня 1609 року в мерії Антверпена. 9 квітня обидві делегації підписали угоду. Процес ратифікації виявився складним. У республіці такі міста як Амстердам та Делфт побоювалися, що перемир'я зменшить обсяги їх торгівлі. Зеландія обурювалась втратою доходу від піратства та наполягали на збереженні блокади Шельди. Філіп III мав свої причини поступитися, однак знадобилося кілька місій від ерцгерцогів до Короля, перш ніж він був готовий ратифікувати договір 7 липня 1609 р.

## Зміст
Габсбурги погодились ставитись до Сполучених провінцій як до незалежної держави на час перемир'я. Формулювання статті було неоднозначним. Голландська версія угоди вказувала, що незалежність Республіки була визнана. Французький текст припускав, що до Республіки будуть ставитися як до незалежної.
Усі бойові дії припинялись на дванадцять років. Дві сторони здійснювали свій суверенітет на територіях, які вони контролювали на дату угоди. Їхні армії більше не мали збирати внески на ворожій території, усіх заручників мало бути звільнено. Піратство мало бути припинено, сторони мали протидіяти піратству проти один одного. Між колишніми воюючими сторонами відновлювалася торгівля. Голландські торговці або мореплавці отримали такий самий захист в Іспанії та ерцгерцогських Нідерландах, яким користувалися англійці згідно з Лондонським договором. Це означало, що їх не можна було переслідувати за свої переконання, якщо тільки вони не образили місцеве населення. Зі свого боку, голландці погодились припинити блокаду фламандського узбережжя, але відмовились дозволити вільне плавання по Шельді.
Біженцям з Південних Нідерландів було дозволено повернутися, за умови що вони прийняли католицизм. Маєтки, які були захоплені під час війни, мали бути реституйовані або їх вартість була б компенсована. Ряд аристократичних сімей мав виграти від цієї статті, серед яких головним був Штатгальтер Моріц та його брати й сестри. Реституції були узгоджені в окремому договорі від 7 січня 1610 р.
Угода взагалі не згадувала торгівлю в Індійському океані. Вона ані не підтримала іспанські претензії на ексклюзивні права судноплавства, ані не голландську тезу про те, що вони можуть торгувати або осідати там, де раніше не було жодної іспанської чи португальської колонії. Перемир'я не полегшило становище католиків у Республіці та протестантів у Габсбурзьких Нідерландах. Хоча їх активно не переслідували, вони не могли сповідувати свою релігію публічно та займати державні посади.

## Наслідки

### Події в Республіці Об'єднаних провінцій Нідерландів

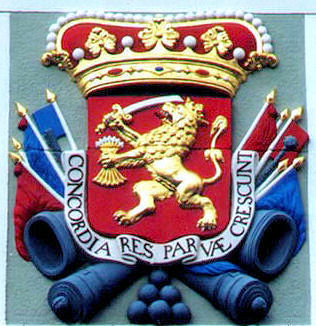
Герб прийнятий Нідерландською республікою на знак визнання свого суверенітету після угоди про Дванадцятирічне перемир'я.

Безпосереднім результатом для Республіки стало те, що вона тепер стала офіційно визнаною іншими європейськими державами як суверенна нація. На знак визнання незалежності Об'єднаних провінцій, Генеральні штати додали закриту корону з двома арками до свого гербу. Незабаром після перемир'я голландські емісари в Парижі та Лондоні отримали повний статус послів. Республіка встановила дипломатичні зв'язки з Венеційською республікою, марокканськими султанами та Османською імперією. У основних закордонних портах була створена мережа консулів. 17 червня 1609 р. Франція та Англія підписали договір, що гарантував незалежність Республіки. Щоб захистити свої інтереси в Балтії, Об'єднані провінції підписали оборонний пакт з Ганзою в 1614 році, який був покликаний захистити їх від агресії Данії.

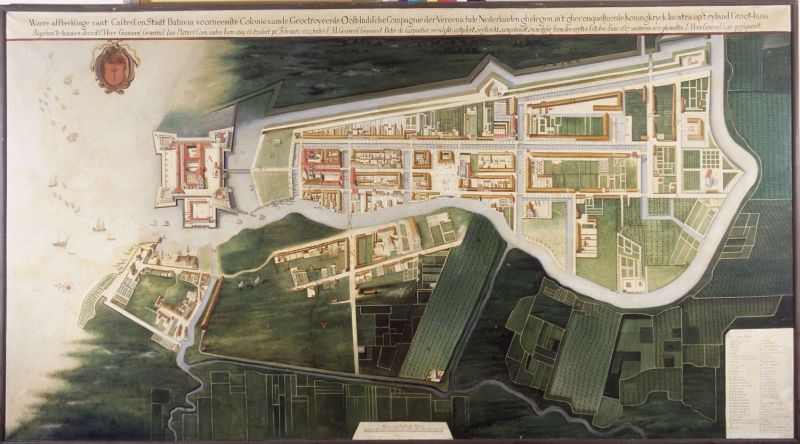
План Батавії 1627 року.

Перемир'я не зупинило голландську колоніальну експансію. Компанія Голландська Ост-Індійська компанія встановила свою присутність на острові Солор заснувавши місто Батавія на острові Ява і закріпившись на узбережжі Короманделя в Пулікаті. У Новому Світі Республіка заохочувала колонізацію Нових Нідерландів. Голландський торговий флот швидко розширювався, утверджуючись на нових маршрутах, особливо в Середземному морі.
Офіційне ембарго на торгівлю з Америкою закінчилося, але колоністи тепер запровадили своє власне «неофіційне» ембарго, обмежуючи голландську торгівлю з Каракасом та регіоном Амазонки. Тимчасові невдачі в Індії призвели до того, що ціна акцій VOC на Амстердамській фондовій біржі впала з високих 200 у 1608 році до 132 після початку перемир'я. Транзитний рух до Південних Нідерландах різко зменшився. З іншого боку, скасування голландської блокади Антверпена та фламандського узбережжя сприяло пожвавленню торгівлі фламандськими текстильними виробами та призело до пожвавлення фламандської текстильної промисловості.
Незважаючи на перемир'я, в 1614 році голландський капітан Йоріс ван Шпілберген перетнув Магелланову протоку на чолі флотилії з п'яти кораблів і здійснив рейд в іспанські поселення на узбережжі Мексики та Південної Америки. Він воював з іспанцями в Кальяо, Акапулько і Навідаді.
У республіці порти отримали прибуток від розширення торгівлі. Пивоварні міста, такі як Делфт або центри виробництва текстилю, такі як Лейден та Гауда, з іншого боку, постраждали від конкуренції товарів, вироблених в Габсбурзьких Нідерландах через те що в них платили нижчу зарплату.

#### Ремонстранти та контрремонстранти

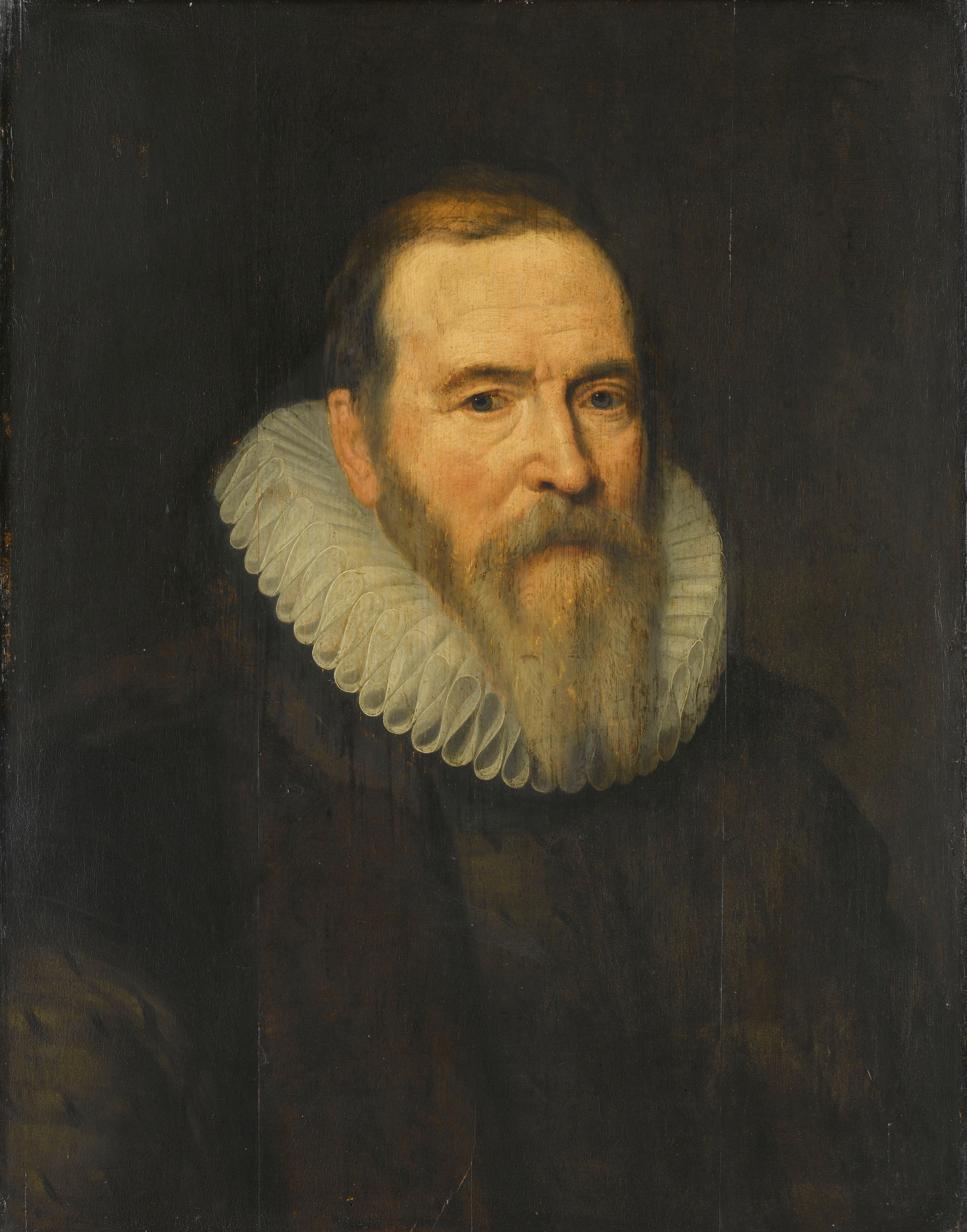
Портрет Йогана ван Олденбарневелта авторства Міхіля ван Міревельта.

Під час перемир'я в Голландській Республіці виникли дві релійні фракції. Єдності Голландської реформатської церкви загрожувала суперечка, яка базувалася на протилежних поглядах Якоба Армінія та Франциска Гомара щодо життєвого призначення.
Менш жорсткі погляди Армінія подобались забезпеченим купцям Голландії. Вони також були популярні серед регентів, які домінували у політичному житті деяких провінції, оскільки ці ідеї могли вилитись у створення інклюзивної церкви, контрольованої державою. Йоган ван Ольденбарневелт та Гуго Гроцій були серед головних прихильників.
Суворі інтерпретації Гомаруса обстоювали церкву обраних, незалежну від стороннього контролю. Вони апелювали до працьовитих верств виробничих міст, а також до вигнанців з Південних Нідерландів, які не мали політичної влади, додавши до релігійної суперечки елемент соціального конфлікту.
У багатьох містах конгрегації розділилися між ремонстрантами, які прагнуть пом'якшити доктрину бельгійської сповіді, та контрремонстрантами, які були суворими кальвіністами, наполягаючи на його жорсткій інтерпретації. 23 вересня 1617 Штатгальтер Моріц Оранський відкрито став на бік контрремонтантів. Моріц та багато контрремонстрантів мали неоднозначні почуття щодо перемир'я. Моріц був проти деяких заходів перемир'я і хотів повної незалежності Нідерландської Республіки. Він підтримував продовження війни до повної іспанської поразки, що призвела до остаточного звільнення Республіки.
Намагаючись наблизити вирішення цієї проблеми, регенти прихильні до ремонстрантів використовували свій вплив на місцеву владу щоб вербувати найманців у відповідністю з "Гострою резолюцією " від 4 серпня 1617 р., яка дозволяла міським урядам для підтримки громадського порядку наймати найманців, так званих вардгелдерів, які не підпорядковувались федеральній армії. Це викликало негайний протест з боку Моріца та інших провінцій на конституційних підставах. Вони стверджували, що Утрехтський союз забороняв збирати війська окремими містами без згоди Генеральних штатів. Ще більш загрозливим для верховенства державної владибуло положення у Гострій резолюції, яке стверджувало, що підрозділи федеральної армії Голландії були в першу чергу віддані своїй провінції. Це було частиною старого конституційного положення Голландії про те, що провінції були суверенними, а Союз не більше, ніж конфедерацією суверенних провінцій. Моріц та провінції (крім Утрехта) стверджували, що Генеральні штати мають верховний суверенітет у питаннях спільної оборони та зовнішньої політики.
Моріц мобілізував підтримку п'яти провінцій, що виступають проти провінцій Голландії та Утрехта, для прийняття резолюції Генеральних штатів про розпуск вардгелдерів. За це було проголосовано 9 липня 1618 року, при цьому п'ять голосів проти двох виступили проти Голландії та Утрехта. ван Олденбарневелт та Гроцій апелюючи до вимоги про одностайність у Союзному договорі, відправили делегацію до федеральних військ в Утрехті (які мали роззброїти вардгелдерів у цьому місті) щоб прояснити що їхня вірність була провінції, яка їм платила, і що вони мали ігнорувати вказівки штатгальтера у разі конфлікту. Це втручання розцінювалось їх опонентами як зрада. Принц Моріц направив до Утрехта додаткові федеральні війська і розпочав роззброювати вардгелдерів 31 липня 1618 року не зустрівши опору. Опозиція ремонстравнтів розпалася після того як Земельний адвокат Утрехту і близький союзник ван Олденбарневелта, Жиль ван Леденберг втік до провінції Голландії.
29 серпня 1618 року Моріц заарештував Олденбарневелта та інших лідерів ремонстрантів, а потім провів чистку в ряді міст, якими до того часу керували ремонстрантські регенти. Він замінив старих регентів на прихильників фракції контрремонстрантів, часто новоспечених купців, які мали невеликий досвід державних справ. Ці чистки були політичною революцією і гарантували, що режим Оранських буде надійно керувати Республікою протягом наступних 32 років. Відтепер державний уряд, а не Земельний адвокат Голландії, керуватиме справами Республіки, головним чином через своїх парламентських менеджерів. Керівництво Голландії було обмежено і в тому, що з тих пір посаду великого пенсіонарія займали люди вірні Оранським.
Олденбарневелта судили і стратили. Інші, такі як Гроцій, були ув'язнені в замку Лувестейн. Тим часом Дордрехтський синод підтримав суворе тлумачення життєвого призначення і оголосив армініанство єретичним. Такі армійські теологи, як Йоганнес Втенбогаерт, вирушили у вигнання, де створили окрему Ремонстрантську церкву.

### Події в Іспанській монархії
В Іспанії перемир'я сприймалось як велике приниження — країна зазнала політичної, військової та ідеологічної поразки, і удар по її престижу був величезним. Це відбулось тому, що з усіх сторін саме голландці виграли найбільше. Іспанські радники виступили проти поновлення перемир'я з метою збереження репутації Іспанії як великої держави та підтримували відновлення війни. Умови перемир'я 1609 року, які сприймалися іспанцями як неприйнятні, включали не лише умовне визнання незалежності Нідерландів, але також блокаду річки Шельда для судноплавства в Антверпен і з нього, а також толерування голландських комерційних операцій в іспанському та португальському колоніальному просторі. Поразка для Іспанії була по суті поразкою для Кастилії, адже саме Кастилія забезпечувала політику та підтримку імперії.
Однак на час своєї дії перемир'я дозволило Філіпу разом з герцогом Лерми відволіктись від конфлікту в Нижніх країнах і присвятити свої сили внутрішнім проблемам іспанської монархії. Філіп, тим не менш, також прагнув скасувати перемир'я шляхом відновлення війни.

### Події в Іспанських Нідерландах
Іспанські Нідерланди виграли від перемир'я. Нарешті сільське господарство змогло оговтатися від руйнувань війни. Ерцгерцогський режим заохочував повернення земель які були затоплені в ході бойових дій і спонсорував осушення Муренських боліт, які знаходились біля сучасного бельгійсько-французького кордону. Відновлення сільського господарства призвело в свою чергу до помірного збільшення населення після десятиліть демографічних втрат. Відбудова пошкоджених церков та інших будівель сприяла збільшенню попиту в економіці. Промисловість, зокрема торгівля предметами розкоші, також пожвавилась. Інші сектори, такі як виробництво текстилю та пивоваріння, виплачували порівняно нижчу заробітну плату ніж відповідні індустрії Нідерландської Республіки. Однак міжнародній торгівлі перешкоджала блокада річки Шельда. Ерцгерцогський режим планував обійти блокаду системою каналів, що з'єднали б Остенде через Брюгге з Шельдою в Генті і приєднали б Маас до Рейну між Венло та Райнбергом. З метою боротьби з бідністю у містах уряд підтримав створення мережі Монті ді П'єта (вид благодійних організацій) на основі італійської моделі.
Тим часом ерцгерцогський режим забезпечив тріумф Контрреформації в Габсбурзьких Нідерландах. Більшість протестантів на той час вже покинули Південні Нідерланди. Відповідно до законодавчих актів, прийнятих незабаром після перемир'я, протестантська присутність, що залишилася толерувалась, за умови її непублічності. Участь у релігійних дебатах також було заборонено законом. Постанови Третьої провінційної ради Мехелена 1607 року також було скасовано. Завдяки таким заходам та призначенню здібних та відданих єпископів Альбрехт та Ізабелла заклали основу навернення населення до католицтва.

## Відновлення бойових дій
Не раз здавалося, що перемир'я могло завершитись достроково. Криза спадкоємності за герцогства Юліх-Клівс-Берг призвела до сильної напруженості під час облоги Юліха 1610 р. та протистояння, що призвело до Ксантенського договору 1614 р.
Петрус Пеккіус Молодший очолив невдалу спробу відновити перемир'я в 1621 році.